# Otiothops setosus
Otiothops setosus is een spinnensoort uit de familie Palpimanidae. De soort komt voor in Brazilië.